# Perry, Michigan
Perry är en ort i Shiawassee County i Michigan. Vid 2020 års folkräkning hade Perry 2 091 invånare.